# Neue Zeitschrift für Verwaltungsrecht
Die Neue Zeitschrift für Verwaltungsrecht (NVwZ) ist eine juristische Fachzeitschrift, in der Entscheidungen von EGMR, EuGH, Bundesverfassungsgericht (sowohl Senatsentscheidungen als auch Kammerbeschlüsse), Bundesverwaltungsgericht, Oberverwaltungsgerichten und Verwaltungsgerichten sowie Aufsätze und andere Beiträge veröffentlicht werden.
Herausgegeben wird sie in Zusammenarbeit mit der Neuen Juristischen Wochenschrift. Die Zeitschrift erscheint zweimal im Monat im Verlag C. H. Beck in einer Auflage von 3.500 Exemplaren.